# Alcaudete
Alcaudete és un municipi de la província de Jaén que forma part de la comarca Sierra Sur, en la qual ocupa l'extrem occidental. En el terme municipal existeixen quatre entitats de població:
- Alcaudete
- Bobadilla
- Noguerones
- Sabariego.

L'activitat econòmica principal és l'agricultura i la indústria transformadora, sobretot, l'olivera. Amb menor importància, destaquen, dintre del sector industrial, la indústria conservera, els dolços i polvorons, els fruits secs, el guix i els mobles de cuina i bany.